# Brandonville (Pennsilvània)
Brandonville és una concentració de població designada pel cens dels Estats Units a l'estat de Pennsilvània. Segons el cens del 2000 tenia 217 habitants.

## Demografia
Segons el cens del 2000, Brandonville tenia 217 habitants, 90 habitatges, i 59 famílies. La densitat de població era de 59,4 habitants per quilòmetre quadrat.
Dels 90 habitatges en un 23,3% hi vivien nens de menys de 18 anys, en un 43,3% hi vivien parelles casades, en un 11,1% dones solteres, i en un 34,4% no eren unitats familiars. En el 31,1% dels habitatges hi vivien persones soles el 14,4% de les quals corresponia a persones de 65 anys o més que vivien soles. El nombre mitjà de persones vivint en cada habitatge era de 2,41 i el nombre mitjà de persones que vivien en cada família era de 2,98.
Per edats la població es repartia de la següent manera: un 19,4% tenia menys de 18 anys, un 6,5% entre 18 i 24, un 24,4% entre 25 i 44, un 27,6% de 45 a 60 i un 22,1% 65 anys o més.
L'edat mediana era de 44 anys. Per cada 100 dones de 18 o més anys hi havia 105,9 homes.
La renda mediana per habitatge era de 26.125 $ i la renda mediana per família de 36.875 $. Els homes tenien una renda mediana de 25.833 $ mentre que les dones 20.417 $. La renda per capita de la població era de 14.973 $. Entorn del 3,8% de les famílies i el 7,7% de la població estaven per davall del llindar de pobresa.

## Poblacions més properes
El següent diagrama mostra les poblacions més properes.